# 李会昌
李 会昌（イ・フェチャン、이회창、1935年6月2日 - ）は、韓国の政治家。本貫は全州李氏。カトリック教徒で、洗礼名はオラフ。号は俓史（キョンサ、경사）。

## 人物・来歴
ソウル大学校法学部卒、カリフォルニア大学バークレー校・ハーバード大修学。弁護士や最高裁判事等を経て、金泳三政権下で監査院長に抜擢され汚職の摘発に辣腕を振るい、次いで国務総理（首相）に就任する。国務総理を務めていた1994年4月には、総理の役割・権限をめぐる問題で大統領と対立し辞任、硬骨漢ぶりを発揮したといわれた。
母親の兄弟の金洪鏞、金汶鏞、金星鏞と母親の姉である菌類学者の金三純の夫・姜世馨は共に国会議員を務めたことがある。元検事の父親・李弘圭の兄には化学者の李泰圭がいる。弟の李会晟は経済学者で、2015年に「気候変動に関する政府間パネル」の議長に選出された。元大法院裁判官の韓聖寿は岳父、元憲法裁判所裁判官の韓大鉉は妻の兄弟。長男は元商工部長官・元動力資源部長官の李鳳瑞の娘と結婚した。

### 大統領選挙立候補
1996年4月の総選挙において金泳三政権の与党・新韓国党（現在の自由韓国党の前身）より立候補（全国区）、国会議員に初当選した。
翌1997年末の大統領選挙に新韓国党の後継政党であるハンナラ党公認で出馬するものの、当時の与党系の陣営が分裂した事、アジア通貨危機が発生したこと、当時の与党（の流れを組む政党である）であるハンナラ党の候補であった事、さらに2人の息子が不当に兵役を逃れていたというスキャンダルが持ち上がった事が逆風となり、投票直前に支持率が10%代にまで急落し、僅か40万票差で金大中（新政治国民会議）に敗北した。

### 二度目の立候補・金大業兵風事件
落選後は、農作業に参加したり、清掃奉仕に取り組んだりと、それまでの冷徹なイメージを払拭する為の活動に取り組み、2002年末の大統領選挙にも引き続き挑戦して終始リードするも、同年６月の地方選挙で惨敗して、李会昌大勢論に脅威を感じた民主党はブローカー金大業を頼った。金大業がハンナラ党の李会昌候補の息子の関係者が兵役問題隠蔽のための対策会議を開催したなどの嘘をマスコミに流した。秋美愛議員は金を「勇敢な市民」と言い、朴洋洙議員は「兵役不正だけは抜本的に根絶しなければならないと信念を持つ義人」と称えた。金の嘘をKBSなど主要報道機関が連日大きく報道したことにより、それまで支持率1位だった李会昌候補の支持率が12％も急落した。大統領選の２ヵ月前に検察は中間捜査結果にて金大業の主張がほとんど事実無根だと明らかにした。しかし、金大業は逃亡して姿を隠し、検察は「（犯罪）通報者である金大業を司法処理できない」と手を引いた。真実は消え、人々の脳裏には「兵役不正」というキーワードだけ残った。投票当日に盧武鉉（新千年民主党）に逆転を許し僅差で敗れた。盧武鉉候補と李の得票率の差は2.3ポイント（57万票）だった。これは金大業兵風事件と言われている。金大業は2008年1月に盧武鉉政権の年末赦免の対象から除外されると、記者たちに「盧武鉉大統領の側近に裏切られた。近々彼らの行動と実状を暴露する」と話した。そして、「2002年の大統領選で私を義人と呼んだ側近たちが、私にどんな話をしたのか、どのように政権を獲得したのか、さらに私にどのような権力の刃を振りかざしたのか、はっきり知るべきだ」と兵風が民主党企画のネガティヴキャンペーンであると仄めかした。

### 2007年大統領選挙・新党結成
2度にわたる大統領選敗北によって、大統領候補としての地位は潰えたかに見えたが、2007年選挙を直前に控え、独走態勢といわれていたハンナラ党李明博候補に様々な疑惑が噴出する中、11月7日に保守系無所属での出馬を正式表明。しかし、結果的には李明博に大差をつけられて敗北した。
2008年2月1日に結党された自由先進党（以下、先進党）の初代総裁に就任。同年4月の総選挙で先進党は18議席（地域区14議席・比例区4議席）を獲得。彼自身も忠清南道洪城郡・礼山郡選挙区で当選した。

### 2010年地方選挙敗北
その後、李会昌総裁の党運営に対して不満を抱いた元忠清南道知事で同地域に強い政治基盤を有している沈大平代表が2009年8月に離党を表明、創造韓国党と国会内で構成していた院内交渉団体「自由と先進の集い」が交渉団体資格を喪失する事態となった。そして翌2010年6月2日に行なわれた全国同時地方選挙で先進党が敗北した責任をとる形で党代表の座を辞任することを8日に表明したが、「世宗市建設計画の国会採決が控えているなかで、これ以上代表職を空席にしておくわけにはいかない」として17日に党務に復帰した。
2011年5月9日、国会で行われた党最高委員会議で「党の変化のため」として代表を退く意向を表明した。また来年の総選挙に向け、2009年に先進党を離党した沈大平率いる国民中心連合と党合併に乗り出す意思も合わせて表明した。2011年11月21日には、総選挙への不出馬を表明し、選挙後の2012年5月20日、同月末に行われる全党大会で党名改称が行われる前に先進党を離党することを表明した。同年12月に行われる大統領選挙を目前にした11月24日、与党・セヌリ党（ハンナラ党が党名変更した政党）へ入党し、同党候補である朴槿恵支持を表明した。
2017年1月26日、セヌリ党を離党し、大統領選挙への出馬を表明していた正しい政党の劉承旼を支持することを宣言して正しい政党に入党した。